# Джера Ларио
Джѐра Ла̀рио (на италиански: Gera Lario; на ломбардски: Gera, Джера) е село и община в Северна Италия, провинция Комо, регион Ломбардия. Разположено е на 201 m надморска височина, на северния бряг на езеро Лаго ди Комо. Населението на общината е 1033 души (към 2017 г.).